# Bisdom Ségou
Het bisdom Ségou (Latijn: Dioecesis Seguensis) is een rooms-katholiek bisdom met als zetel Ségou in Mali. Het is een suffragaan bisdom van het aartsbisdom Bamako. Hoofdkerk is de Cathédrale de l’Immaculée Conception. Het bisdom werd opgericht in 1962.
In 2020 telde het bisdom zes parochies. Het bisdom heeft een oppervlakte van ongeveer 60.000 km² en telde in 2020 2.489.000 inwoners waarvan maar 1% rooms-katholiek was.

## Geschiedenis
In 1895 werd in Ségou een eerste missiepost van witte paters in het huidige Mali geopend. Ook Zusters Missionarissen van Onze Lieve Vrouw van Afrika vestigden zich in Ségou. Zij vingen er samen vrijgelaten of vrijgekochten slaven op (het dorp Liberté) en richtten een school op. In 1900 werd het eerste kerkgebouw ingewijd. In 1904 werden de scholen en de weeshuizen gelaïciseerd en overgedragen aan de staat. Hierdoor verloren de paters en zusters een deel van hun inkomsten. In 1913 waren er nog maar een vijftigtal mensen gedoopt in Ségou. In de jaren 1920 werden een textielatelier voor vrouwen en een baksteenfabriek voor mannen geopend. In 1933 werd de eerste steen van de toekomstige kathedraal gelegd.
In 1962 werd Ségou een bisdom.

## Bisschoppen
- Pierre Louis Leclerc, M. Afr. (1962-1974)
- Mori Julien-Marie Sidibé (1974-2003)
- Augustin Traoré (2003-)